# 김꽃비
김꽃비(1985년 11월 24일 ~ )는 대한민국의 배우이다.

## 생애
1985년 11월 24일 경기도 부천시에서 태어났다. 초등학교 때부터 프랑스의 극단과 함께 세계 연극제 무대에 섰고, 1997년부터 연극배우로 활동하였으며 2001년 《두사부일체》에서의 단역 출연을 계기로 2002년 《질투는 나의 힘》을 통해 영화계에 데뷔했다. 2006년 《삼거리 극장》에서 소녀 ‘소단’ 역을 맡았으며, 2008년 《똥파리》에서 불우한 가정 생활로 상처를 겪지만 꿋꿋이 이겨내려는 여고생 ‘연희’ 역으로 2009년 각종 영화상을 수상하였다.

## 학력
- 소사고등학교 (졸업)
- 상명대학교 연극학 (학사)

## 에피소드
- 2011년 부산국제영화제 레드카펫 행사 도중에 포토월에서 드레스 위에 한진중공업 작업복을 입은 의상에, 노동자 정리해고 철회를 요구하는 시위와 해군기지로 갈등을 빚는 제주 강정마을을 응원하는 문구가 쓰인 검은 천을 들어보여 화제가 됐다.[4]

## 출연 작품

### 영화
| 연도 | 제목                              | 역할                             | 비고                  |
| ---- | --------------------------------- | -------------------------------- | --------------------- |
| 2001 | 두사부일체                        |                                  |                       |
| 2002 | 굳세어라 금순아                   | 원조교제 10대 소녀               |                       |
| 2003 | 질투는 나의 힘                    | 한미림                           |                       |
| 2005 | B형 남자친구                      | 고딩 2                           |                       |
| 2005 | 여자, 정혜                        | 어린 정혜                        |                       |
| 2005 | 사랑니                            | 학원 여학생 2                    |                       |
| 2005 | 6월의 일기                        | 어린 서정희                      |                       |
| 2005 | 화기애애                          |                                  |                       |
| 2006 | 가족의 탄생                       | 분식집 단골학생 1                |                       |
| 2006 | 짝패                              | 면도날 여학생                    |                       |
| 2006 | 삼거리 극장                       | 소단/아랫네                      |                       |
| 2006 | 이슬 후(後)                       | 윤미                             |                       |
| 2008 | 똥파리                            | 연희                             |                       |
| 2008 | 약탈자들                          | 과수원 아가씨                    |                       |
| 2008 | 미로아                            |                                  |                       |
| 2008 | 너에게 가까이                     |                                  |                       |
| 2008 | 리얼리티 바리츠                   |                                  | 동시녹음              |
| 2009 | 우리집에 왜 왔니                  | 처제 3                           |                       |
| 2009 | 죽이러 갑니다                     | 주현(딸)                         |                       |
| 2009 | 소녀와 소녀의 휴대폰              | 소녀                             |                       |
| 2010 | 귀                                | 남희                             | seg. 내곁에 있어줘    |
| 2010 | 집                                | 가영                             | 목소리                |
| 2010 | 창피해                            | 강지우                           |                       |
| 2010 | 향기의 상실                       |                                  | 일본                  |
| 2011 | 돼지의 왕                         | 소년 정종석 & 가라오케 종업원 여 | 목소리                |
| 2011 | 나 나 나: 여배우 민낯 프로젝트    | 본인                             | 연출                  |
| 2011 | 웨어 더 라인츠 샤인 로우          |                                  |                       |
| 2011 | 우주에서 물구나무서기             |                                  |                       |
| 2011 | 이즈 데얼 애니바디 아웃 데얼      |                                  | 영국                  |
| 2012 | 1999, 면회                        | 미연                             |                       |
| 2012 | 주리                              | 관객 1                           |                       |
| 2012 | 명왕성                            | 정수진                           |                       |
| 2012 | 포커페이스 걸                     |                                  |                       |
| 2012 | 사라진 시간                       | 여배우                           |                       |
| 2012 | 창백자                            |                                  | 일본                  |
| 2013 | 배우는 배우다                     | 전주영화제 VIP                   | 특별출연              |
| 2013 | 사이비                            | 지선 & 숙소 아이들               | (목소리)              |
| 2013 | 죽도록 아름다운 세상              | 아중                             | 일본                  |
| 2013 | 거짓말                            | 아영                             |                       |
| 2013 | 그레이트풀 데드                   | 수연                             | 일본                  |
| 2013 | 인연인지                          |                                  |                       |
| 2014 | 군도: 민란의 시대                 | 정심                             | 특별출연              |
| 2014 | 원 컷 - 어느 친절한 살인자의 기록 | 소연                             |                       |
| 2014 | 4학년 보경이                      | 김꽃보경                         |                       |
| 2016 | 우리 손자 베스트                  |                                  | 우정출연              |
| 2016 | 츠무구                            |                                  | 일본                  |
| 2018 | 임을 위한 행진곡                  | 희수                             |                       |
| 2018 | 너는, 너라서, 너다                |                                  | 일본                  |
| 2019 | 메기                              | 책벌레                           |                       |
| 2020 | 7월7일                            | 여선배                           | 특별출연              |
| 2020 | 캠핑을 좋아하세요                 |                                  | 단편 영화, 감독, 주연 |

### 연극
- 1997년 까뽀니노
- 2002년 아름다운 사인

### 텔레비전
| 연도 | 제목                   | 역할   | 비고 |
| ---- | ---------------------- | ------ | ---- |
| 2011 | TV 문학관 - 광염소나타 | 조예리 |      |
| 2017 | 열정 같은 소리         |        |      |

## 수상 및 후보
| 연도 | 시상식                         | 부문                     | 작품          | 결과 | 비고  |
| ---- | ------------------------------ | ------------------------ | ------------- | ---- | ----- |
| 2010 | 제46회 백상예술대상            | 영화부문 여자 신인연기상 | 똥파리        | 후보 |       |
| 2010 | 제4회 아시안 필름 어워드       | 여우조연상               | 똥파리        | 후보 |       |
| 2009 | 제30회 청룡영화상              | 신인여우상               | 똥파리        | 수상 | [ 5 ] |
| 2009 | 제46회 대종상영화제            | 신인여우상               | 똥파리        | 수상 | [ 6 ] |
| 2009 | 제7회 러시아 태평양영화제      | 여우주연상               | 똥파리        | 수상 | [ 7 ] |
| 2009 | 제2회 코리아 주니어 스타어워즈 | 영화부문 신인상          | 똥파리        | 수상 | [ 8 ] |
| 2009 | 제10회 라스팔마스 국제영화제   | 여우주연상               | 똥파리        | 수상 | [ 9 ] |
| 2002 | 경기도 청소년 연극제           | 연기상                   | 아름다운 시인 | 수상 |       |

## 심사위원
- 2011년 제16회 부산국제영화제 선재상 심사위원